# Dunes (Tarn-et-Garonne)
Dunes település Franciaországban, Tarn-et-Garonne megyében. Lakosainak száma 1218 fő (2022. január 1.). Dunes Saint-Loup, Gimbrède, Caudecoste, Cuq, Saint-Sixte, Donzac és Sistels községekkel határos.

## Népesség
A település népessége az elmúlt években az alábbi módon változott:
| Lakosok száma | 1222 | 1218 | 1234 | 1200 | 1202 | 1208 | 1200 | 1210 | 1218 |
|               | 2013 | 2015 | 2016 | 2017 | 2018 | 2019 | 2020 | 2021 | 2022 |